# Chiappa Rhino
Le Chiappa Rhino est un revolver fabriqué par Chiappa Firearms. La carcasse de l'arme est usinée à partir d'un bloc d'alliage d'aluminium. Toutes les pièces internes sont faites en acier par commande numérique.
Chambré en .357 Magnum, .38 Special, 9 × 19 mm Parabellum, .40 S&W ou en 9 X 21 mm IMI, il se distingue principalement par son canon, placé en bas du barrillet.

## Conception
Conçu par Emilio Ghisoni et Antonio Cudazzo, le Rhino diffère des revolvers traditionnels en bien des manières. Son apparence rappelle celle du Mateba Autorevolver, conçu auparavant par Ghisoni et qui fut sa dernière création avant sa mort en 2008.
Afin de réduire la masse, la carcasse est faite de zicral, un alliage d'aluminium, et la culasse est fabriquée à partir d'un bloc d'aluminium à forte résistance à la traction. Quasiment toutes les pièces sont usinées, ce procédé permet des ajustements très précis avec des tolérances très faibles. L'arme peut tirer en simple action comme en double action, sauf pour le modèle 20D, qui ne tire qu'en double action. Un indicateur montre clairement si l'arme est armée ou non.
Le levier d'armement externe n'est pas un chien comme dans la plupart des revolvers. Il fait en fait la liaison avec un chien interne et revient en place après l'armement. Cette conception permet de réduire le nombre de pièces extérieures mobiles et le mouvement des masses pendant le tir. Ce revolver possède aussi un rail d'accessoire inférieur (pour les modèles de 4, 5 et 6 pouces) sur lequel peuvent être montées des lampes et des laser. Le modèle de 6 pouces a un rail d'accessoire inférieur et supérieur. Toutes les versions ont un guidon doté d'une fibre optique qui se voit facilement.
Ce revolver est disponible avec des finitions anodisées ressemblantes au bleuissage traditionnel mais aussi en version "White Rhino" qui est une version avec finitions en nickel. Une version dorée a été montrée au SHOT show 2014 et est disponible à l'achat,.
Le canon placé face à la chambre du bas du barillet permet de réduire l'effet du recul en rapprochant le canon du poignet du tireur. Cette conception a l'inconvénient d'augmenter la distance entre la mire et le canon, créant une parallaxe qui réduira la précision à courte portée. Une autre particularité est le barillet, qui est hexagonal avec des angles arrondis, au lieu d'être cylindrique. Cette forme permet de réduire l'épaisseur de l'arme afin de mieux la dissimuler,.
le pontet est breveté ainsi que la hausse, la pièce liant le barillet à la carcasse et le bouton libérant le barillet.

## Versions
Chiappa produit le Rhino en plusieurs tailles, longueurs de canons, finitions et calibres, et propose une carcasse en polymère ou en aluminum.
- POLYLITE 20DS avec carcasse en polymère
- 20D : double action, canon de 2 pouces[3]
- 20DS : double action / simple action canon de 2 pouces[6]
- 30DS : double action / simple action, canon de 3 pouces
- 40DS : double action / simple action, canon de 4 pouces[12]
- 50DS : double action / simple action, canon de 5 pouces
- 60DS : double action / simple action, canon de 6 pouces

## Culture populaire
- Escape from Tarkov
- Battlefield 4
- PUBG: Battlegrounds
- Tom Clancy's Rainbow Six: Siege
- Harley Quinn utilise ce revolver dans le film Suicide Squad.